# Colestiramina
La colestiramina es una resina de intercambio aniónico, utilizada para tratar la hipercolesterolemia. La colestiramina, secuestradora de ácidos biliares en el tracto gastrointestinal, evita su reabsorción y disminuye la circulación enterohepática, constituyendo uno de los más antiguos productos hipolipidémicos. 

## Historia
La colestiramina es una resina de intercambio aniónico desarrollada en la década de 1950, siendo una de las primeras resinas de este tipo en ser utilizadas con fines terapéuticos. La colestiramina se introdujo entonces como una opción para el tratamiento de esta condición debido a su capacidad para unirse a ácidos biliares en el intestino.
Los resultados publicados en la década de 1980, de estudios pioneros realizados con colestiramina, demostraron la importancia del exceso de colesterol en el origen de la arteriosclerosis y de sus complicaciones isquémicas, por lo que se consolidó como tratamiento para disminuir los niveles séricos de colesterol. Sin embargo, ese protagonismo fue cedido a las estatinas al final de la década de 1980.
Un estudio realizado en 1984 trató de demostrar que la colestiramina aumentaba la eficacia de la fototerapia en el tratamiento de la hiperbilirrubinemia neonatal, sin embargo, sus resultados arrojaron que no tenía ningún efecto sobre la eficacia y que los lactantes involucrados en el estudio se mantuvieron libres de algún efecto adverso, por lo que, no se tendría justificación alguna para el uso de colestiramina en estos casos.

## Descripción
La colestiramina es una resina de intercambio iónico, lo que implica que  puede intercambiar sus aniones cloruro con ácidos biliares en el tracto gastrointestinal y unirlos fuertemente en la matriz de la resina. El grupo funcional de la resina de intercambio aniónico es un grupo de amonio cuaternario unido a un copolípermo inerte de estireno-divinilbenceno. 

## Farmacocinética

### Vías de administración
Su vía de administración es por vía oral, sin embargo, no actúa a nivel sistémico debido a lo que ocurre en su mecanismo de acción y eliminación.

### Absorción, Distribución y Metabolismo
La colestiramina en su recorrido por el tracto digestivo actúa luminalmente y no se absorbe; por lo que no es distribuida directamente a ningún tejido y tampoco se metaboliza. 

### Excreción
Se elimina 100% en heces como colestiramina intacta o acomplejada de forma insoluble con los ácidos biliares presentes en el intestino. 

## Farmacodinamia

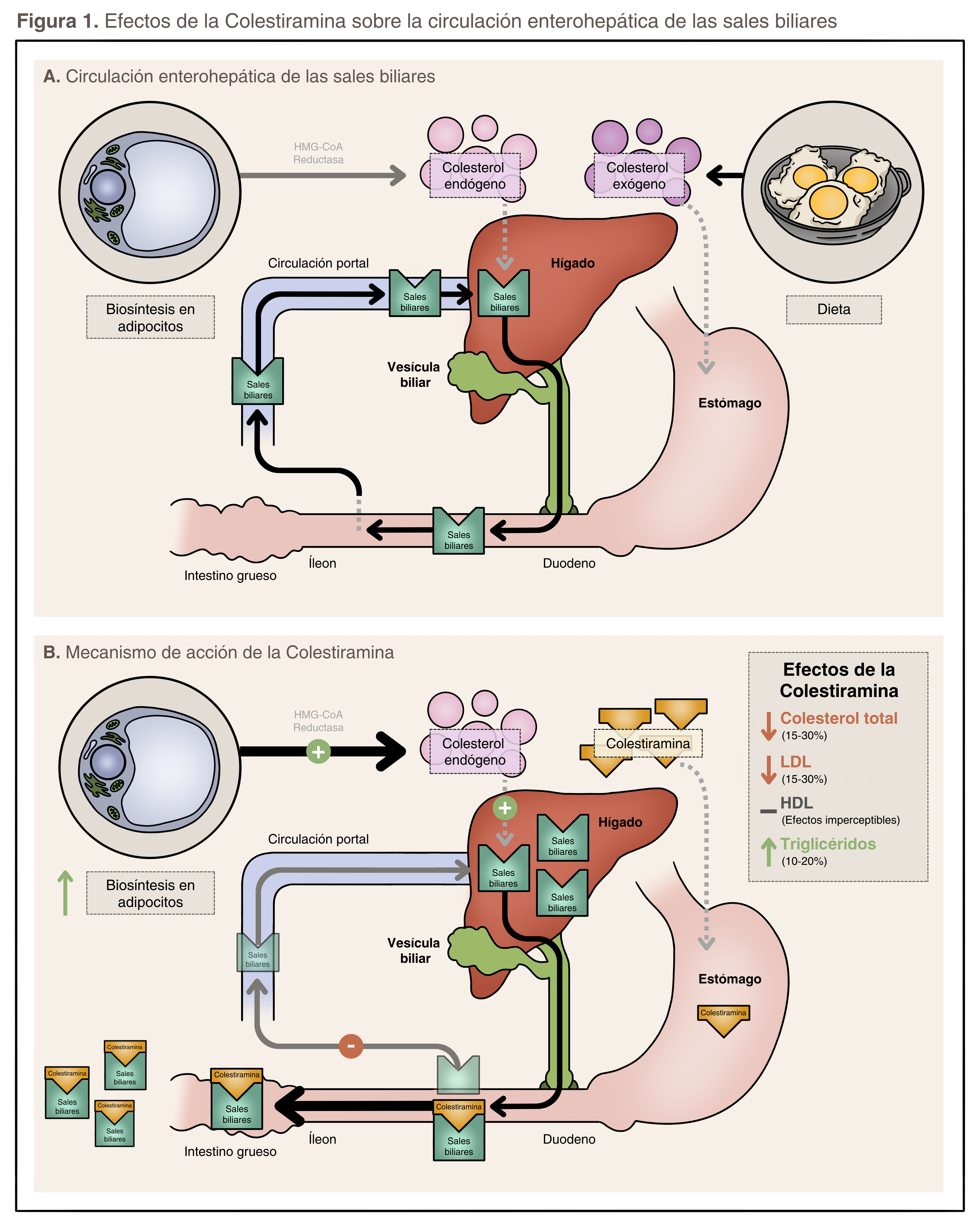
Efectos de la Colestiramina sobre la circulación enterohepática de las sales biliares

### Mecanismo de acción
La resina de colestiramina se combina con los ácidos biliares presentes en el intestino para formar complejos insolubles liberando iones cloruro en el proceso. Estos complejos insolubles se excretan en las heces. Al inhibir la recaptación de los ácidos biliares, se estimula la síntesis endógena de colesterol mediante la HMG-CoA reductasa. El nuevo colesterol no permanece en el plasma, sino que es utilizado para reponer los ácidos biliares secuestrados. Los hepatocitos responden a este cambio aumentando la captura de las lipoproteínas de baja densidad (LDLs) unidas al colesterol y, por consiguiente reducen el colesterol total, como se nota en la Figura 1. 

### Efectos farmacológicos
Los efectos farmacológicos de la Colestiramina incluyen: 
- Reduce los niveles de colesterol total en un 15-30%. La colestiramina se une a los ácidos biliares en el tracto digestivo, formando complejos que son excretados en las heces. Esto reduce la recirculación de ácidos biliares, lo que lleva a un aumento en la conversión de colesterol en ácidos biliares en el hígado. Como resultado, los niveles de colesterol total en la sangre disminuyen.
- Reduce los niveles de LDL en un 15-30%, ya que al disminuir la recirculación de ácidos biliares, la colestiramina reduce los niveles de colesterol LDL en la sangre, lo que ayuda a prevenir enfermedades cardiovasculares.
- Los efectos en el HDL son mínimos que son imperceptibles y no se tienen en cuenta para los estudios
- Incrementa los niveles de triglicéridos en un 10-20% (de forma transitoria durante el tratamiento)
- No afecta significativamente la absorción de vitaminas liposolubles como A,D,E,K, si se consume por periodos cortos de tiempo. Si se utiliza por períodos prolongados se recomienda administración suplementaria de esas vitaminas.
- Permite la eliminación de ácidos biliares por medio de las heces. Se une a los ácidos biliares en el tracto digestivo, formando complejos que son excretados en las heces. Esto reduce la recirculación de ácidos biliares, lo que conduce a un aumento en la conversión de colesterol en ácidos biliares y, por lo tanto, a una disminución de los niveles de colesterol sérico.

### Interacciones
| Fármaco                                                         | Resultados de la interacción |
| --------------------------------------------------------------- | --- |
| Amiodarona                                                      | Disminución de los niveles plasmáticos (aproximadamente el 50%) |
| Paracetamol                                                     | Disminución de los niveles plasmáticos |
| Warfarina                                                       | Aumento del efecto anticoagulante por disminución de la absorción de la vitamina K |
| Antidepresivos (Doxepina, imipramina)                           | Reducción de los niveles plasmáticos (23%) |
| Glipizida                                                       | Disminución del 29% en el área bajo la curva de la sulfonilurea |
| Barbitúricos                                                    | Disminución de la absorción |
| Antiinflamatorios (Diclofenaco, fenilbutazona, ibuprofeno)      | Reducción de la biodisponibilidad hasta un 62% y sérica hasta un 75% |
| Antiinflamatorios tipo oxicam (Meloxicam, piroxicam, tenoxicam) | Disminución de la semivida de eliminación hasta un 52% |
| Cloroquina                                                      | Disminución de la absorción 30% |
| Propranolol                                                     | Disminución de los niveles plasmáticos hasta un 56% |
| Cardiotónicos (digoxina y otros glucósidos)                     | Reducción de la vida media del cardiotónico en más del 50% |
| Hidrocortisona                                                  | Disminución del área bajo la curva y su efecto |
| Diuréticos tiazídicos (furosemida, hidroclorotiazida)           | Disminución de la biodisponibilidad y su actividad terapéutica |
| Estrógenos y progestágenos                                      | Disminución del efecto por la disminución de la circulación enterohepática |
| Estatinas (fluvastatina, pravastatina)                          | Posible reducción de los niveles plasmáticos y riesgo de la disminución de la actividad hipolipemiante en teoría. En la práctica clínica indica lo contrario, sin embargo se recomienda administrar la estatina una hora antes o 4 horas después de la colestiramina |
| Loperamida                                                      | Inhibición del efecto |
| Metronidazol                                                    | Disminución de la biodisponibilidad (alrededor del 21%) |
| Micofenolato mofetilo                                           | Posible disminución de hasta un 40% del área bajo la curva |
| Raloxifeno                                                      | Disminución de la absorción en un 40% |
| Sulindaco                                                       | Disminución de la biodisponibilidad absoluta de hasta un 78% |
| Tetraciclinas                                                   | Disminución del área bajo la curva hasta un 56% |
| Hormonas tiroideas (levotiroxina, liotironina)                  | Inhibición del efecto |
| Ácido valproico                                                 | Disminución del área bajo la curva del 10% |
| Acarbosa                                                        | Posible potenciación de los efectos con un incremento del riesgo de hipoglucemia |

## Uso clínico

### Indicaciones
- Tratamiento de la hipercolesterolemia en pacientes con hipercolesterolemia primaria, incluyendo hipercolesterolemia familiar o secundaria. Se usa en estos casos aproximadamente el 80-85% de las veces. Es una de las indicaciones más comunes debido a su capacidad para reducir los niveles de colesterol LDL en sangre. [5][7]
- Tratamiento de prurito asociado con obstrucción biliar parcial, cirrosis biliar primaria o colestasis. Se usa cerca del 15% de las veces. En casos donde haya reducción o ausencia del flujo biliar normal, los ácidos biliares pueden acumularse en la sangre y causar prurito intenso, por lo que se usa la colestiramina para disminuir estos de la circulación y así reducir el prurito. [5][7]
- Tratamiento de diarrea causada por malabsorción de ácidos biliares asociada a enfermedad de Crohn u otras situaciones que provoquen un exceso de ácidos biliares en el intestino. Se usa en alrededor del 3% de los casos. Debido a que la colestiramina se une a los ácidos biliares, reduce su concentración y alivia la diarrea. [5][7]
- Tratamiento de hiperlipidemia, sobre todo de tipo IIa, en pacientes que no han respondido satisfactoriamente a la dieta y a otras medidas. [5][7]
- Prevención primaria de la enfermedad coronaria en varones de 35-59 años con hipercolesterolemia primaria que no hayan respondido a la dieta y a otras medidas.[5][7]

### Efectos adversos
| Sistema implicado                     | Grupo CIOSM     | Tipo de reacción |
| ------------------------------------- | --------------- | --- |
| Sistema Vascular y Linfático          | Raros           | Hemorragia |
| Sistema Vascular y Linfático          | Muy raros       | Hipoprotrombinemia |
| Sistema Tegumentario                  | Raros           | Eritema |
| Sistema Metabólico                    | Poco frecuente  | Anorexia |
| Sistema Metabólico                    | Raros           | Acidosis metabólica hiperclorémica, hipertrigliceridemia, deficiencia de vitamina A, deficiencia de vitamina D, deficiencia de vitamina K, aumento de peso, pérdida de peso |
| Sistema Metabólico                    | Muy raros       | Disminución en la absorción de calcio |
| Sistema Gastrointestinal              | Muy freceuntes  | Estreñimiento |
| Sistema Gastrointestinal              | Frecuentes      | Dispepsia, flatulencias, náuseas, vómitos |
| Sistema Gastrointestinal              | Poco Frecuentes | Malestar abdominal, dolor abdominal, cólico biliar, hiperclorhidria, diarrea, esteatorrea (dosis altas), prurito lingual, prurito anal                                      |
| Sistema Gastrointestinal              | Raros           | Fecaloma, hemorroides |
| Sistema Genitourinario                | Raros           | Diuresis, disuria |
| Sistema Genitourinario                | Muy raros       | Olor a quemado en la orina |
| Sistema Hepático                      | Raros           | Función hepática anormal |
| Sistema Nervioso                      | Raros           | Mareos, somnolencia, fatiga, cefalea, vértigo |
| Sistema Neuromuscular y Osteomuscular | Raros           | Artralgia, dolor de espalda, mialgia |
| Sistema Neuromuscular y Osteomuscular | Muy raros       | Osteoporosis |
| Sistema Respiratorio                  | Muy raros       | Disnea, sibilancias |

### Contraindicaciones
Los contraindicaciones de la Colestiramina incluyen: 
- Hipersensibilidad al medicamento.
- Contraindicada en pacientes con colelitiasis o obstrucción biliar.
- Está contraindicada en pacientes con cirrosis biliar primaria, debido al posible incremento en los niveles de colesterol.
- Los pacientes con constipación severa no deben consumir el medicamento, debido al riesgo de impactación fecal; esto aplica igualmente para pacientes con hemorroides.
- Debido al secuestro de la vitamina K que genera la colestiramina, está contraindicada en pacientes con una coagulopatía existente ya que podría agravar la patología.
- En enfermedad renal está totalmente contraindicada, debido a que libera cloro u puede aumentar el riesgo de una acidosis metabólica.

#### Embarazo y lactancia
Tiene una clasificación C durante el embarazo, debido a que no se ha establecido la seguridad de la colestiramina gracias a la falta de estudios. Sin embargo, ya que la colestiramina no se absorbe y no entra en circulación sistémica, difícilmente puede afectar al feto durante el embarazo, sin embargo, esta puede absorber algunas vitaminas necesarias, incluso administradas exógenamente, por lo que puede ocasionar un déficit en el feto o neonato. 

### Sobredosis
En caso de ingerir elevadas cantidades existe el riesgo potencial de obstrucción intestinal grave. El tratamiento dependerá del grado y localización de la obstrucción.

### Presentaciones
La presentación de la colestiramina viene en forma de comprimido y un polvo granulado para suspensión oral. Suele tomarse entre dos y cuatro veces al día dependiendo de la posología médica.

## Uso veterinario
La colestiramina se usa en medicina veterinaria principalmente para el tratamiento de la hipercolesterolemia y la hiperlipidemia ya sea primaria o secundaria a otras condiciones en perros y gatos. Puede ser útil también para reducir los niveles elevados de colesterol y triglicéridos en caninos obesos.